# Le Manon
Le Manon désigne la petite station de ski située au lieu-dit du même nom, sur le territoire de la commune française de Septmoncel, dans le département du Jura et la région Bourgogne-Franche-Comté.

## Domaine skiable
Le domaine skiable, peu fréquenté, est situé sur la colline qui longe la route. Les pistes, qui offrent un faible dénivelé, sont constituées de pâturages non préparés spécifiquement à la pratique du ski alpin. Le relief des pistes peut par conséquent y être marqué selon le niveau d'enneigement - par ailleurs légèrement plus sûr que pour la station voisine de Lajoux. Les téléskis y ont été construits entre 1965 et 1968.
Il existe deux points d'accès aux pistes, accessibles en près de 6 kilomètres vers le nord depuis Les Molunes:
- depuis l'hôtel Le Trappeur.

Depuis le parking de l'hôtel, un téléski relativement raide et au départ vif rejoint le point culminant du domaine. De là s'offre une vue directe sur les sommets du Mont-Jura. Une piste de niveau rouge rejoint le pied de la remontée, pour 121 mètres de dénivelé et 650 mètres de longueur. Depuis le sommet, il est possible également de rejoindre le deuxième sous-domaine, via une piste de liaison pas damée et zigzaguant entre la végétation parsemée.
- depuis l'hôtel Gruet Le Manon.

Sur les hauteurs d'un petit parking, un téléski dessert une piste bleue directe de 500 mètres de longueur et d'un dénivelé total de 81 mètres, ainsi qu'une piste verte qui forme une légère boucle. Le terrain y est peu pentu. Son sommet est aussi accessible par la liaison depuis l'autre sous-domaine. Sur la gauche du sous-domaine, un court téléski de 130 mètres de longueur n'est plus en exploitation en 2017. Sur la droite, un autre téléski - dont le câble pendant n'a pas été déposé en 2017 - est également arrêté définitivement. Ces deux téléskis disposent de pylônes à trois pieds. Une liaison par piste vers le premier sous-domaine est possible depuis le haut du téléski exploité, en coupant à travers les prés.
Les remontées mécaniques sont exploitées tous les jours en périodes de vacances scolaires françaises, et seulement les mercredis, samedis et dimanches le reste de la saison.